# Liophrurillus flavitarsis
Genre
Espèce
Synonymes
- Drassus flavitarsis Lucas, 1846
- Drassus gracilipes Blackwall, 1863
- Phrurolithus romanus L. Koch, 1866
- Phrurolithus grandis Denis, 1964

Liophrurillus flavitarsis, unique représentant du genre Liophrurillus, est une espèce d'araignées aranéomorphes de la famille des Phrurolithidae.

## Distribution
Cette espèce se rencontre en Algérie, au Maroc, au Portugal, en Espagne, en France, en Italie et en Roumanie.

## Description
La femelle mesure 5 mm.

## Systématique et taxinomie
Cette espèce a été décrite sous le protonyme Drassus flavitarsis par Lucas en 1846. Elle est placée dans le genre Macaria par Simon en 1864, dans le genre Phrurolithus par Thorell en 1875, dans le genre Micariosoma par Simon en 1878, dans le genre Phrurolithus par Simon en 1903 puis dans le genre Liophrurillus par Wunderlich en 1992.
Phrurolithus grandis a été placée en synonymie par Wunderlich en 1992.
Ce genre a été décrit par Wunderlich en 1992 dans les Corinnidae. Il est placé dans les Phrurolithidae par Ramírez en 2014.

## Publications originales
- Lucas, 1846 : « Histoire naturelle des animaux articules. » Exploration scientifique de l'Algérie pendant les années 1840, 1841, 1842 publiée par ordre du Gouvernement et avec le concours d'une commission académique, Paris, Sciences physiques, Zoologie, vol. 1, p. 89-271.
- Wunderlich, 1992 : Die Spinnen-Fauna der Makaronesischen Inseln: Taxonomie, Ökologie, Biogeographie und Evolution. Beiträge zur Araneologie, vol. 1, p. 1-619.